# 17095 Mahadik
17095 Mahadik este un asteroid din centura principală de asteroizi.

## Descriere
17095 Mahadik este un asteroid din centura principală de asteroizi. A fost descoperit pe 10 mai 1999 la Socorro, New Mexico, în cadrul proiectului LINEAR. Asteroidul prezintă o orbită caracterizată de o semiaxă mare de 2,43 ua, o excentricitate de 0,09 și o înclinație de 4,4° în raport cu ecliptica.